# 広場重綱
広場 重綱（ひろば しげつな）は、安土桃山時代の武将・鷹師。島津氏の家臣。

## 略歴
豊臣秀吉の旗本・広場三河守の次男として誕生。
天正15年（1587年）、島津氏が豊臣氏に降伏し、翌天正16年（1588年）に上洛した島津義弘が豊臣秀長と親しくなると、天正17年（1589年）義弘が秀長に重綱を所望する。それにより重綱は義弘の家臣となり、また、その鷹師ともなった。
その後は義弘に従い、文禄・慶長の役や関ヶ原の戦いにも従軍し、薩摩国へ帰国後は義弘の膝元である加治木へ移り住んだ。後年は姓を鈴木に改めている。